# Monasterio de Karakalos
El Monasterio de Karakalos (griego: Μονή Καρακάλου) es un monasterio ortodoxo del Monte Athos, Grecia. Es el undécimo monasterio de la jerarquía de los monasterios de la Montaña Sagrada.
Se encuentra situado en sudeste de la península de Athos. Fundado a finales del siglo X, comienzos del siglo XI, posiblemente por Nicholaos Karakalos de Dimitsana, en Arcadia. Está situado en una pendiente a 200 m de altitud junto al Monasterio de Filoteo. En el siglo XIII, debido a la actividad de piratas, fue abandonado. La biblioteca alberga 279 manuscritos y unos 2500 libros impresos. La celebración del monasterio está dedicada a los Apóstoles Pedro y Pablo y se celebra el 12 de julio según el calendario gregoriano (el 29 de junio según el calendario juliano).